# 애니멀즈 (텔레비전 프로그램)
《애니멀즈》는 2015년 1월 25일부터 동년 3월 29일까지 방송되었던 일밤의 1부 코너로, 출연자가 동물과 함께 생활하는 MBC TV의 예능 프로그램이다. 낮은 시청률로 고전을 면치 못하면서 얼마 가지 않아 10회 만에 조기 종영되었다.

## 역대 코너

### 유치원에 간 강아지 (유간지)
- 출연: 강남, 돈 스파이크, 서장훈

### OK목장
- 출연: 윤도현, 조재윤, 은혁, 김준현

### 곰 세마리
- 출연: 장동민, 박준형, 유리, 곽동연

2월 9일 MBC 측은 "중국 국보인 판다에게 치명적인 '개홍역 바이러스'가 중국에 발생해 중국 광저우의 창룽 동물원에서 진행되던 '곰 세 마리'의 촬영 일정 역시 전면 취소됐다"고 밝혔다.

## 출연자

### 유치원에 간 강아지 (유간지)
- 서장훈
- 돈 스파이크
- 강남

### OK목장
- 윤도현
- 조재윤
- 김준현
- 은혁

## 이전 출연자
- 박준형
- 장동민
- 유리
- 곽동연